# محسن مظاهر (نماینده مجلس شورای ملی)
محسن مظاهر از سیاستمداران ایرانی بود، که در دوره  بیستم بعنوان نماینده تهران در مجلس شورای ملی حضور داشت.